# Arys Buck
Arys Buck est un personnage de fiction créé par l'auteur de bande dessinée français Albert Uderzo, héros de l'histoire Arys Buck et son épée magique publiée dans l'hebdomadaire O.K. no 28 à 42 de décembre 1946 à avril 1947.
Arys Buck est un jeune homme à la force herculéenne qui combat divers opposants avec l'aide de son fidèle adjuvant le nain Castagnac. Buck épouse la princesse Sogdiane, avec qui il a un fils, Rollin, lui-même père de Belloy.